# The Designers Republic

Частина серії постерів для Wip3out.

The Designers Republic (також відомо як tDR або The Designers Republic™) — британська студія графічного дизайну, розташована в Шеффілді, Англія, заснована в 1986 році Яном Андерсоном та Ніком Філліпсом. Студія здобула популярність завдяки створенню логотипів для електронної музики та оформленню обкладинок  а також естетики, що дає виклик істеблішменту, включаючи «зухвалий споживацький підхід та уніфікований стиль корпоративних брендів». Роботи tDR представлені в постійних колекціях Музею сучасного мистецтва та Музею Вікторії та Альберта.
Студія у своєму розширеному форматі припинила роботу в січні 2009 року, але Андерсон крім того, що вона продовжила роботу в більш «скромному» форматі.  

## Стиль
Роботи The Designers Republic офіційно описують як «грайливі та яскраві» і відносяться до стилю максимального мінімалізму, де поєднуються елементи японського аніме та витончені фірмові логотипи з постмодерністською іронією. Часто в їхніх роботах зустрічаються такі слогани, як «Працюй, купуй, споживай, помри», «Роботи створюють роботу», «Індивідуальний терор», «Не купуй нічого, плати зараз» і «Зроблено в Республіці дизайнерів». Вони також підкреслювали своє північне походження фразами на кшталт «Made in the Designers Republic, North of Nowhere» і «SoYo» (що створено до Південного Йоркшира, Шеффілд), демонструючи свою віддаленість від лондонської дизайнерської сцени в Сохо.

## історія
Спочатку Ян Андерсон створив The Designers Republic, щоб розробити флаєри для гурту Person to Person, яким він тоді керував. Його початкові ідеї були натхнені російським конструктивізмом. Пізніше до нього приєднався Нік Філліпс, скульптор і музикант гурту World of Twist, і разом вони створили видимий стиль для Fon Records, а також обкладинку альбому Chakk 10 Days in an Elevator . 
Ще одним раннім клієнтом, який допоміг привернути увагу широкої публіки, став гурт з Лідси Age of Chance. Для нього студія розробила серію обкладинок платівок у роках 1986–1987 років, починаючи з кавер-версії пісні Принса «Kiss». Дует працює по 72 години на тиждень, виконуючи всю роботу вручну за допомогою копіювальних апаратів, різака та розпилювання[джерело?].
Обкладинка 12-дюймового альбому 1987 року *Don't Get Srd... Get Even! (The New York Remixes)* увійшла до списку «100 найкращих обкладинок усіх годин» за версією журналу Q у 2001 році. 
Робота для Age of Chance привела їх до подальших проектів оформлення альбомів для Krush і Pop Will Eat Itself, де tDR використав логотип Pepsi для створення візуальної ідентичності гурту. 
У 1990-х роках вони створили вигадану корпорацію під назвою Pho-Ku, щоб висловити протест проти нав'язаної корпорації споживчої ідентичності. 
У 1994 році журнал *Emigre* присвятив цілий номер студії The Designers Republic. Примірник цього випуску зберігається в МоМА. Номер залишається бестселером *Emigre* і наразі розпроданий, його вартість досягає £750. 
Згодом Designers Republic розробили дизайни обкладинок альбомів для електронного лейблу Warp Records, який також базується у Шеффілді. Вони створили обкладинки для багатьох артистів з Warp, зокрема для Autechre, LFO та Aphex Twin.  Їхній стиль перетворився на «візуальну мову ембієнт-техно та Шеффілд-попу».  Вони також працювали на інші лейбли, розробляючи рукави для Moloko, Fluke, Funkstörung, The Orb, Pulp (і Jarvis Cocker ), Supergrass і Towa Tei  і нью-йоркського лейблу Sleeping Giant Glossolalia.
Поза межами музичної індустрії tDR створив візуальне оформлення, упаковку та посібник до гри Sega Saturn Wipeout (1995), інтерфейс для комп'ютерної гри Hardwar (1998), а також упаковку та постери для першої частини Grand Theft Auto (1997). У 1996 році вони співпрацювали з компанією Swatch, щоб розробити власний годинник. Крім того, вони створили упаковку для AIBO від Sony.
tDR надав консультації з ребрендингу міста Кіто, столиці Еквадору, і став єдиною дизайнерською компанією, що не представляє нації, яку запросили розробити новий прапор для Словенії.  Французький музикант і продюсер Жюльєн Сіванж доручив tDR розробити логотип та загальний графічний дизайн для своєї ініціативи Music2titan, метою якої було доставка музики на супутник Європейського космічного агентства Кассіні-Гюйгенс, Титан, у 2004 році.
20 січня 2009 року, після 23 років діяльності, tDR вирішила на добровільну ліквідацію. Андерсон викупив назву компанії та активи й відновив tDR у новому, меншому форматі.  

## Працює

Частина серії постерів для фетишистської компанії Murray and Vern, розробленої tDR.

TDR працював у різноманітних медіа, зокрема:
- Обкладинки компакт-дисків, вінілових платівок та DVD
- Типографіка
- Веб дизайн
- Створення музичного відео
- Дизайн одягу
- Упаковка
- Корпоративний дизайн
- Дизайн логотипу
- Флаєри для нічного клубу Sheffield NY Sushi

## Відомі клієнти
- Age of Chance[8]
- Adidas
- Aphex Twin
- Autechre
- B12
- Coca-Cola
- Gatecrasher
- Cartoon Network
- Electraglide
- Hardfloor
- Hasbro
- JVC
- MPC
- MTV
- Nickelodeon
- Nine Inch Nails[19]
- Nokia
- Orange
- Polygram
- Pop Will Eat Itself[8]
- Porcupine Tree
- Pringles
- Psygnosis
- Reebok
- Rockstar Games
- Sony
- Swatch
- The Orb[8]
- VH-1
- Warp Records

## Члени
- Ян Андерсон
- Нік Філіпс
- Michael C. Place – зараз працює Build
- Девід Бейлі – тепер керує Kiosk
- Метт Пайк – тепер керує Universal Everything
- Нік Бакс – зараз керує Human Studio
- Мартін Февелл – зараз керує Yolo
- Ніколь Яцек – зараз керує штатом Нью-Джерсі (Луїзмія)
- Роджер Коу – тепер художник концепції та інтерфейсу користувача в індустрії ігор
- Марк Стотт – зараз керує Common